# Liste des groupes de reconnaissance de corps d'armée
Les groupes de reconnaissance de corps d'armée (GRCA) sont des unités formant corps de la cavalerie française en 1939-1940 qui ont participé à l'offensive de la Sarre, au Plan jaune et à la Bataille de France.

## Règle de numérotage
Le numérotage des GRCA ne correspond pas au corps d'armée de rattachement.

## Numérotation
Initialement, les GR motorisés devaient être numérotés de 1 à 5.
En fait, les 3 GRCA motorisés mis sur pied ont pris les numéros 1, 2 et 3. 
Tous les autres du type normal, au nombre de 20, ont reçu leur numéro de 6 à 25.

## Liste de GRCA
| Nom      | Type                            | Centre mobilisateur            | Unité de formation                                                                                | Rattachement           | Remarques |
| -------- | ------------------------------- | ------------------------------ | ------------------------------------------------------------------------------------------------- | ---------------------- | --------- |
| 1er GRCA | Motorisé sans Automitrailleuses | Compiègne                      | 2e centre mobilisateur de cavalerie                                                               | 11e corps d'armée      |           |
| 2e GRCA  | Motorisé sans Automitrailleuses | Évreux                         | 7e régiment de chasseurs à cheval 3e centre mobilisateur de cavalerie                             | 1er corps d'armée      |           |
| 3e GRCA  | Motorisé sans Automitrailleuses | Orléans                        | 5e centre mobilisateur de cavalerie                                                               | 5e corps d'armée       |           |
| 6e GRCA  | Type normal                     | Évreux                         | 7e régiment de chasseurs à cheval 3e centre mobilisateur de cavalerie                             | 3e corps d'armée       |           |
| 7e GRCA  | Type normal                     | Alençon                        | 4e centre mobilisateur de cavalerie                                                               | 4e corps d'armée       |           |
| 8e GRCA  | Type normal                     | Metz Épernay                   | 30e régiment de dragons 26e centre mobilisateur de cavalerie                                      | 6e corps d'armée       |           |
| 9e GRCA  | Type normal                     | Vesoul Lure Montbéliard        | 11e régiment de chasseurs à cheval 7e centre mobilisateur de cavalerie                            | 7e corps d’armée       |           |
| 10e GRCA | Type normal                     | Épernay Beaune                 | 9e régiment de dragons 26e centre mobilisateur de cavalerie 8e centre mobilisateur de cavalerie   | 8e corps d'armée       |           |
| 11e GRCA | Type normal                     | Niort                          | 9e Centre Mobilisateur de Cavalerie                                                               | 9e corps d'armée       |           |
| 12e GRCA | Type normal                     | Dinan                          | 24e centre mobilisateur de cavalerie                                                              | 10e corps d'armée      |           |
| 13e GRCA | Type normal                     | Montauban                      | 17e centre mobilisateur de cavalerie                                                              | 17e corps d'armée      |           |
| 14e GRCA | Type normal                     | Saint-Lô Saint Germain en Laye | 3e centre mobilisateur de cavalerie 61e centre mobilisateur de cavalerie                          | 21e corps d'armée      |           |
| 15e GRCA | Type normal                     | Sarreguemines Baccarat         | 20e centre mobilisateur de cavalerie                                                              | 20e corps d'armée      |           |
| 16e GRCA | Type normal                     | Tarbes                         | 2e régiment de hussards 18e centre mobilisateur de cavalerie                                      | 18e corps d'armée      |           |
| 17e GRCA | Type normal                     | Pontivy                        | 11e centre mobilisateur de cavalerie                                                              | 11e corps d'armée      |           |
| 18e GRCA | Type normal                     | Carcassonne Vienne             | 16e centre mobilisateur de cavalerie                                                              | 16e corps d'armée      |           |
| 19e GRCA | Type normal                     | Limoges Angers                 | 29e centre mobilisateur de cavalerie CODP                                                         | 23e corps d'armée      |           |
| 20e GRCA | Type normal                     | Lyon Vienne Thonon-les-Bains   | 9e régiment de cuirassiers 14e centre mobilisateur de cavalerie                                   | 14e corps d'armée      |           |
| 21e GRCA | Type normal                     | Orange Tarascon                | 10e régiment de dragons 15e centre mobilisateur de cavalerie                                      | 15e corps d'armée      |           |
| 22e GRCA | Type normal                     | Saint-Lô Pontoise              | 3e centre mobilisateur de cavalerie 61e centre mobilisateur de cavalerie                          | Corps d'armée colonial |           |
| 23e GRCA | Type normal                     | Limoges Moulins                | 20e régiment de dragons 13e centre mobilisateur de cavalerie 19e centre mobilisateur de cavalerie | 13e corps d'armée      |           |
| 24e GRCA | Type normal                     | Bellac                         | 29e centre mobilisateur de cavalerie                                                              | 12e corps d'armée      |           |
| 25e GRCA | Type normal                     | Rambouillet                    | Dépôt de Cavalerie ex-65e GRDI                                                                    | 24e corps d'armée      |           |